# Menschenopfer

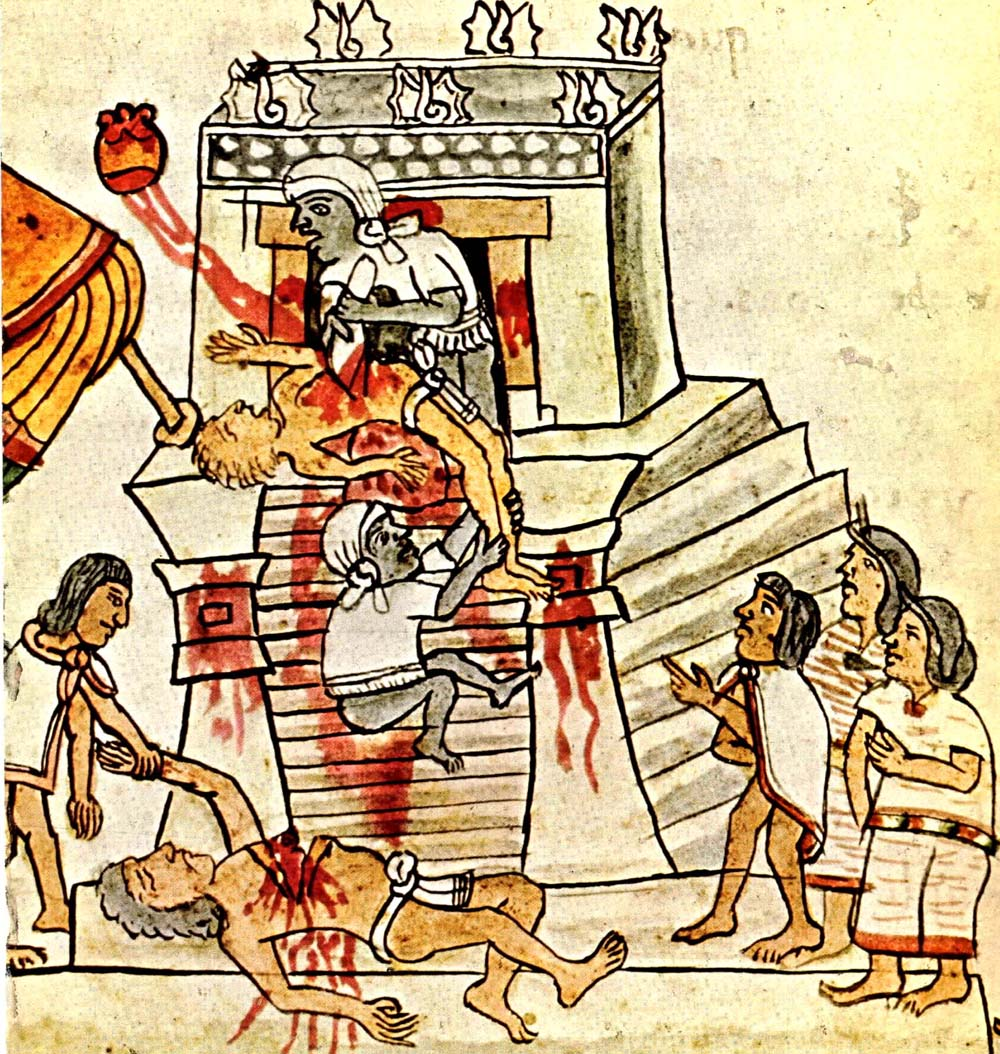
Menschenopfer der Azteken im Codex Magliabechiano (16. Jh.)

Menschenopfer waren die größtmöglichen Opferungen, bei denen Menschen im Rahmen eines religiösen oder anderen Kults getötet wurden, weil die Gesellschaft glaubte, so den Forderungen einer Gottheit oder magischen Kraft zu dienen.
Menschenopfer wurden schon aus der prähistorischen Zeit dokumentiert und kommen in alten Kulturen vor, wobei ihr Sinn verschieden begründet wurde: Sie können einer Gottheit als Nahrung dienen, ihren Forderungen nachkommen, auf ihren „Zorn“, das heißt eine Notlage, reagieren, um weiteres Unheil abzuwehren, von ihr einen Segen erbitten oder der Gabe mit einer Gegengabe danken. In Südamerika wurden Menschen während Dürreperioden geopfert.

## Arten und Zwecke
Die ältesten Funde von rituell getöteten Menschen verweisen auf die Bewältigung einer Notlage: Ihre Opferung diente anderen Menschen direkt zur Nahrung (siehe auch: Kannibalismus) oder indirekt dazu, die Zuwendung einer Gottheit wiederherzustellen, von der man Abhilfe eines Mangels erwartete. Allerdings ist wissenschaftlich umstritten, ob rituell getötete Menschen auch tatsächlich verzehrt wurden.
Menschenopfer dienten außerdem zur Heiligung, Entprofanisierung bzw. Weihe von Kultstätten und/oder -gebäuden. Ein am Fuß einer Mauer oder unter einer Türschwelle beigesetztes Fundamentopfer (belegt in Geser, Megiddo und Taanak) sollte einen bisher unbebauten Platz vor den bösen Geistern, deren Wohnsitz man dort annahm, schützen, sie befriedigen und abfinden. Das eingegrabene Familienmitglied fungierte so als Schutzgeist des Hauses oder zur Abwehr von Dämonen.
Katastrophen wie Dürren, Erdbeben, Überschwemmungen, Vulkanausbrüche etc. sah man als Zeichen des Zornes der Götter (siehe auch: Zorn Gottes). Menschenopfer sollten den Zorn beschwichtigen. Die Kreter versuchten so die Zerstörung ihrer Insel aufzuhalten.
Opferungen bei der Bestattung eines Herrschers oder Oberpriesters kamen mit den Hochkulturen auf. Diese Getöteten sollten dem Toten im Jenseits zu Diensten sein. Mongolische, skythische und mittelamerikanische Anführer nahmen den größten Teil ihres Hauswesens einschließlich der Bediensteten und Konkubinen mit ins Jenseits.
Manche Menschenopfer dienten Priestern für Weissagungen der Zukunft aus Körperteilen hingerichteter Gefangener oder Sklaven. Nach Strabo töteten die Kelten das Opfer mit dem Schwert und weissagten aus den Todeszuckungen.
Im Römischen Reich wurden Menschen bei rituellen Kampfspielen, in einem angeblich fairen Kampf, gegen einen Gladiator geopfert, um so Macht und Überlegenheit zu demonstrieren.
Gefangene wurden auch von den Germanen Volks-, Stammes- oder Kriegsgott als Dankopfer dargebracht, zum Beispiel nach der Varusschlacht.

## Herkunft und Verbreitung
Rituelle Menschenopfer werden vermutlich schon durch paläolithische Funde dokumentiert, beispielsweise in Form von bearbeiteten Schädeln im Kontext kultischer Anthropophagie (Essen des (geopferten) Körpers) bei rituellen Mahlzeiten. Ein theoretischer, psychoanalytischer Erklärungsversuch für das Aufkommen der ersten Menschenopfer geht einher mit der gewonnenen Fähigkeit früher Menschen, sich an traumatische Ereignisse erinnern zu können, und diese durch rituelle Wiederholung und Verschiebung verarbeiten zu wollen.
Im Neolithikum traten Menschenopfer, mit einer synchronen Entfaltung der materiellen wie geistigen Kultur, vermutlich im Kontext von Siedlungsopfern auf, stellten jedoch eine Ausnahmeerscheinung dar. Die Annahme oder Ablehnung von bestimmten Funden als explizites Zeugnis eines Menschenopfers unterliegt der jeweiligen fachlichen Deutung. Sicher sind Menschenopfer erst bronzezeitlich im vordereurasischen Raum verifizierbar.
In der griechisch-römischen antiken Literatur ist das Menschenopfer ein häufiges Motiv. Mythen wie der Minotaurus, die Opferung der Iphigenie, der Prometheusmythos enthalten Darstellungen, wie die Fesselung, die Hinweise, beziehungsweise Reflexionen, archaischer Vorbilder von konkreten Praktiken im Opferkontext zeigen.
Menschen wurden von Kelten wie Germanen, Slawen und Puniern geopfert. Da die meisten Informationen darüber von anderen Völkern stammen, die die Religion ihrer Gegner oder Vorläufer ablösten (Griechen und Römer berichteten über Kelten und Punier, Christen später über Germanen und die Skandinavier), können die Darstellungen polemisch übertrieben sein. Einen solchen Fall stellt beispielsweise der Kinderfriedhof von Karthago dar, der wegen Unterstellungen römischer Autoren von Menschenopfern als Opferfriedhof gedeutet wurde. Dies wurde jedoch 2010 als falsche Annahme widerlegt. Unter anderem deshalb sind Berichte von Fremden über Menschenopfer kritisch zu sehen.

## China
Für das alte China ist bekannt, dass man dort junge Männer und Frauen den Flussgottheiten opferte. In der Shang-Dynastie (1766–1080 v. Chr.) mussten Dutzende Diener und Konkubinen den Königen ins Grab folgen. In der Zeit der späten Zhou-Dynastie sind diese Bräuche nicht mehr belegt.
Insbesondere in den letzten 200 Jahren der Shang-Dynastie war die Opferung von Menschen zentraler politischer Bestandteil in China, wodurch die Oberschicht ihre Macht festigte. Schätzungen zufolge wurden in dieser Zeit über 13 000 Menschen geopfert, deren Gräber in den königlichen Friedhöfen seit den 1930er Jahren ausgegraben werden.

## Altes Ägypten
Im Alten Ägypten waren Menschenopfer wahrscheinlich in der 1. und 2. Dynastie (ca. 3032–2707 v. Chr.) üblich. Um die Grabanlagen hoher Beamter und Könige dieser Zeit in Abydos zum Beispiel in der Nekropole Umm el-Qaab und Sakkara fanden sich Reihen kleiner Gräber, die als Einheit erbaut und vermutlich auch gleichzeitig belegt wurden. Es wird davon ausgegangen, dass es sich hier um den Hofstaat der Könige und hoher Beamter handelt, der mit diesen bestattet wurde; deshalb spricht man von Nebenbestattungen. Bei den Bestatteten handelt es sich meist um junge Männer. Dieser Brauch starb Mitte der 2. Dynastie spätestens mit der Bestattung des Königs Peribsen (um 2760 v. Chr.) aus, dessen Grabmal keine Nebengräber aufwies.

## Mesopotamien
In Mesopotamien sind Menschenopfer in den sogenannten Königsgräbern von Ur (ca. 2500 v. Chr.) bezeugt. Neben der Hauptgrabanlage, die einem lokalen König, einer Königin oder einer hohen Person gehören konnte, fanden sich zahlreiche weitere Leichen, oftmals in Reihen angeordnet und reich mit Schmuck ausgestattet. Sie wurden vermutlich durch Gift umgebracht. Bei jedem von ihnen fand sich ein Becher.

## Indien
In altindischer Zeit wird die rituelle Tötung von Menschen, Sanskrit purushamedha (aus purusha, „Mensch“, und medha, „Opferritual, Opfertier“), an mehreren Stellen in den Brahmanas, den vedischen Priestertexten aus der ersten Hälfte des 1. Jahrtausends v. Chr., gefordert. Albrecht Weber (1868) stellt die entsprechenden detailreichen Textstellen vor, erkennt jedoch keine archäologischen Hinweise, die Menschenopfer bestätigen könnten, und vermutet einen eher allegorischen Zweck der Menschenopferanweisungen. Im Zentrum stehen drei Rituale, die Menschenopfer erforderten: Zunächst sollen fünf Blutopfer vollzogen werden – von einem Menschen, einem Pferd, einem Schaf und einer Ziege, um die Stätte für das Feueropfer (agnicayana) einzurichten. Die Leiber der enthaupteten Opfer werden in das Wasser gelegt, mit dem der Ton geformt wird, um den daraus gebrannten Ziegeln Festigkeit zu geben. Die Köpfe werden später in die Tonpfanne für das heilige Feuer (ukha) gesetzt, wo sie der Priester mit Milch und Ghee bestreicht und dazu heilige Sprüche rezitiert. Das eigentliche Menschenopfer purushamedha entspricht in seiner Struktur dem Pferdeopfer ashvamedha, das im Rigveda vorkommt und auch in die Handlung des großen Epos Mahabharata einbezogen ist. Bei einem weiteren, purushamedha genannten Ritual werden 166 oder 184 Menschen zugleich an entsprechend viele Götter geopfert. Die Opfermenschen sollen aus allen namentlich aufgelisteten Klassen und Berufsgruppen ausgewählt werden. Menschenopfer dieser Größenordnung wären praktisch kaum umsetzbar gewesen. Der symbolische Gehalt wird deutlich, wenn es an einer Stelle heißt, nachdem das heilige Feuer um die an Pfosten angebundenen Opfer herumgetragen wurde, sollten alle oder nach anderer Lesart die meisten Menschen freigelassen werden.
Die wenigen aus der nachvedischen Zeit überlieferten Schilderungen von Menschenopfern sind alle Legenden und phantastische Übertreibungen, so in einem buddhistischen Jataka und in einer jainistischen Erzählung.

## Nubien
In Nubien sind Menschenopfer bei Bestattungen mit Sicherheit in zwei Perioden bezeugt. In der Kerma-Kultur (bis ca. 1550 v. Chr.) wurde eine große Anzahl von Gefolgsleuten mit ihrem Herrscher bestattet, Hunderte von Leichen fanden sich in den Königsgräbern in Kerma. Diese Sitte verschwand mit dem Untergang dieser Kultur. Sie ist wieder in Ballana und Qustul, im 4. bis 6. nachchristlichen Jahrhundert belegt. An diesen Orten fanden sich große Grabhügel, die zum Teil unternubischen Königen gehörten. Auch hier gab es die Sitte, Gefolgsleute mitzubestatten.

## Europa

### Ur- und Frühgeschichte
Es gibt Hinweise auf Menschenopfer in verschiedenen Kultbauten in Europa. In der Kreisgrabenanlage von Goseck wurden Menschenknochen mit Fleischabschabungen gefunden, auch in Stonehenge gab es Funde, die auf Menschenopfer hinweisen. Michael M. Rind zählt in seinem Buch „Menschenopfer“ Fundplätze aus allen vorgeschichtlichen Perioden Europas auf, auf die er durch archäologische Belege hinweist.

### Griechische Antike
Die alten Griechen praktizierten Menschenopfer; es gibt Hinweise auf Opferungen anlässlich der Kronia (Erntefeiern des Kronos) und von Jungfrauen für Artemis. Eine im ganzen griechischen Raum verbreitete Form von Menschenopfern war auch der pharmakòs. Ein prominentes Opfer in der griechischen Mythologie war Iphigenie, die Tochter Agamemnons und der Klytämnestra, die jedoch von Artemis gerettet wurde. Ein weiterer solcher Mythos handelt von Polyxena, die von Neoptolemos geopfert wurde, worauf die Flotte der Griechen nach der Eroberung und Zerstörung von Troja von den Göttern günstigen Fahrtwind erhielt.

### Karthagisch-phoinikische Antike
Nach römischen Quellen opferten die Phönizier und Karthager ihren Göttern Kinder. Siehe dazu Tofet.

### Römische Antike
Die Römer praktizierten in den ersten Jahrhunderten verschiedene Formen des Menschenopfers; von den Etruskern (nach anderen Quellen den Sabellianern) wird die Form des Gladiatorenkampfes überliefert, wobei die Opfer in einem rituellen Kampf erschlagen wurden. Während der frühen Republik wurden Verbrecher, Meineidige oder Betrüger feierlich „den Göttern überlassen“ (so wörtlich die spätere Fluchformel „Anathema“), das heißt, als menschliche Opfer exekutiert. Kriegsgefangene und Vestalinnen wurden den Manen geopfert und für die Dei Inferi (die Götter der Unterwelt) lebendig begraben. Archäologen haben Reste menschlicher Opfer in Fundamenten gefunden. Bis ins 2. Jahrhundert n. Chr. äscherten die Römer überwiegend ihre Toten ein.
Jedoch änderten die Römer ihre religiöse Praxis im Lauf der Zeit. Nach Plinius wurden Menschenopfer durch einen Senatsbeschluss des Jahres 97 v. Chr. abgeschafft. Die meisten Rituale wurden in ein Tieropfer wie das Taurobolium umgewandelt oder nur mehr symbolisch vollzogen. Später hatte ein Römer die Möglichkeit, eine ihm ähnliche Statue an seiner statt zu begraben, um den Göttern für einen Sieg zu danken. Cicero schildert ein Opfer von Götterstatuetten im Vestalinnenritual, das ursprünglich ein Opfer von alten Männern gewesen sein könnte. Als das römische Reich expandierte, beendeten die Römer die Menschenopfer und erklärten sie für barbarisch.
In der Prinzipatszeit waren Menschenopfer nach römischem Recht zwar verboten, es gibt aber Hinweise, dass sie gelegentlich im Verborgenen weiter praktiziert wurden. Lukian von Samosata berichtete im 2. Jahrhundert n. Chr. in Hierapolis, dem syrischen Kultzentrum der Göttin Atargatis, über Fälle von Kindesopfern. Diese waren erkennbar illegal, da die geopferten Kinder in Säcke gesteckt, für Ochsen ausgegeben und so wegtransportiert wurden. Philon von Byblos erzählte in derselben Zeit, es sei bei den Alten Brauch gewesen, bei großer Notlage vor einem drohenden Krieg das am meisten geliebte Kind des Herrschers als Schlachtopfer zu übergeben. Zumindest die Tradition von Menschenopfern war also im Bewusstsein der Bevölkerung noch lebendig.

### Kelten
Nach römischen Quellen war der Brauch des Menschenopfers unter den Kelten weit verbreitet. Gaius Iulius Caesar berichtet, dass die Gallier Körbe mit lebendigen Menschen füllten, um sie darin zu verbrennen (wicker man). Wie viel davon Propaganda eines Feldherrn gegen den Kriegsfeind ist, kann heute nicht mehr beurteilt werden. Die Druiden hatten demnach die Opferung zu überwachen. Während des Aufstands gegen die römische Besetzung ließ die Königin der Icener Boudicca römische Gefangene als Opfer für die Götter an Pfähle nageln.
Verschiedene Götter verlangten verschiedene Opfer. Die Opfer für Esus wurden erhängt, die für Taranis verbrannt, und die für Teutates ertränkt. Kelten wie Germanen wählten mitunter ein Moor als Ort der Opferung. Beispiele dafür sind Moorleichen wie der Lindow-Mann in Großbritannien oder der Grauballe-Mann in Dänemark. Bei ersterem wird freiwillige Annahme der Opferung vermutet. In der irischen Mythologie gibt es Hinweise darauf, dass die Tötung eines Einzelnen auf mehrfache Weise diesen Regeln entsprechen konnte.

### Germanen

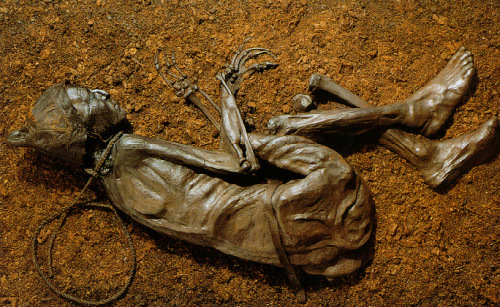
Tollund-Mann der eines gewaltsamen Todes starb und möglicherweise im Rahmen eines Opferrituals getötet wurde.

Menschenopfer sind für die germanischen Völker und Kulturen seit historischer Zeit schriftlich belegt (frühkaiserzeitliche und spätantike Historiker), wie beispielsweise die Opferung eines Sklaven beim Nerthuskult, (beschrieben von Tacitus). Die archäologischen Fundauswertungen zeigen, dass Menschenopfer statistisch gesehen sehr selten praktiziert wurden. Auch für die in Norddeutschland und Dänemark gefundenen Moorleichen, welche mit Menschenopfern in Verbindung gebracht werden, gilt, dass lediglich ein kleiner Teil der circa 500 Funde sicher auf den kultischen Hintergrund hinweist. In den meisten Fällen wird von der Forschung bei diesen Leichenfunden aus Mooren ein magisch-apotropäischer Hintergrund gesehen. Im Zusammenhang mit Menschenopfern ist ein bedingter kultischer Kannibalismus nachgewiesen, welche auch die animistischen Züge der germanischen Religion anzeigen.
Siehe auch: Opfer (Religion), Germanische Religion, Nordgermanische Religion und Angelsächsische Religion

## Altamerika
Einige der bekanntesten Formen des Menschenopfers wurden vermutlich während verschiedener präkolumbischer Kulturen Mittelamerikas und Südamerikas praktiziert. Diese Opferungen sind nicht nur in den zeitgenössischen Chroniken der Spanier belegt, sondern auch in zahllosen bildlichen Darstellungen der einzelnen Kulturen, in denen die Opferpraktiken teilweise bis ins Detail gezeigt werden.
An der Authentizität dieser Darstellungen und den Menschenopfern an sich gibt es keine wissenschaftlichen Zweifel, zumal sie mittlerweile durch archäologische Befunde bestätigt wurden. Ihre Art und Weise und Funktion sind in der Forschung hingegen umstritten.

### Mittelamerika

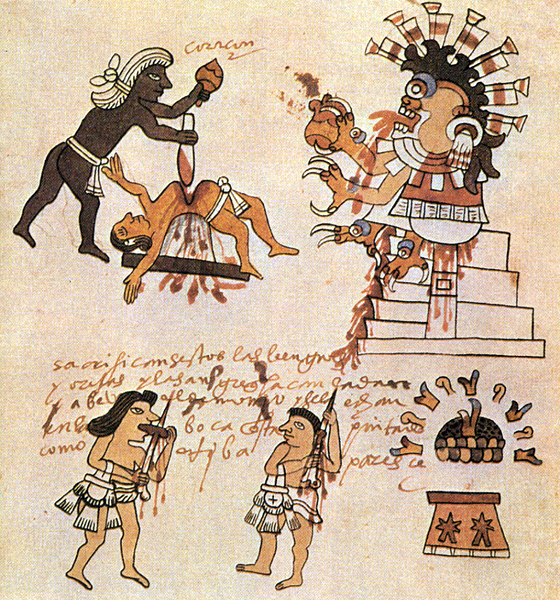
Codex Tudela, Opferung der Gefangenen für die Götter.

Im archäologisch inzwischen weitgehend nachgewiesenen Opferkult der Azteken entfaltete sich das Menschenopfer zeitgenössischen Berichten zufolge zu einem ungewöhnlich reich entwickelten Ritual. Jährlich sollen 10.000 bis 20.000 Gefangene von den Azteken geopfert worden sein. Täglich soll Huitzilopochtli ein Menschenopfer zur Unterstützung der Sonne bei ihrem Aufgang dargebracht worden sein. Opferte man Huitzilopochtli, so der aztekische Glaube, kein Menschenblut, so würde die Welt vernichtet.
Opferungen für Huitzilopochtli sollen wie folgt vor sich gegangen sein: Das Opfer wurde von vier Priestern auf einem hohen Steinblock ausgestreckt. Ein fünfter Priester öffnete die Brust des Opfers mit einem schnellen Schnitt eines Steinmessers unterhalb der Rippen. Das schlagende Herz wurde herausgerissen, der Sonne entgegengehalten und anschließend in der Adlerschale verbrannt. Die Abbilder der Götter wurden anschließend mit dem Blut getränkt. Die Weihe des Großen Tempels in Tenochtitlán soll von der Opferung tausender Menschen begleitet gewesen sein. Die Opfer für Xipe Totec sollen an einen Pfahl gefesselt und mit Pfeilen durchbohrt worden sein. Danach soll man ihnen die Haut abgezogen haben, die anschließend 20 Tage vom Priester getragen wurde. Die Mutter Erde Teteoinann forderte die Häutung weiblicher Opfer.
Nach spanischen Quellen gehörte zur ursprünglichen Form des aztekischen Spieles Ulama die anschließende Opferung der gesamten Verlierermannschaft, nach anderer Lesart der Siegermannschaft. Die Azteken haben sogenannte Blumenkriege durchgeführt, um Gefangene zu machen, die als Material für Menschenopfer dienten. Mehrfach wurde auch berichtet, dass gefangengenommene Conquistadores während der spanischen Eroberungskriege in Mexiko geopfert wurden. Dies wurde inzwischen archäologisch bestätigt. In Zultepec fand man die Überreste von ca. 400 Menschen. Die meisten von ihnen gehörten ursprünglich zum Tross des Pánfilo de Narváez und waren mit ihm nach Mexiko gekommen. Etwa 550 Personen wurden von den Kriegern aus Texcoco gefangen, nach Zultepec geschafft, dort über mehrere Monate hinweg geopfert und zum Teil verspeist.
Die Azteken sollen adlige Opfer zuweilen im rituellen Kampf getötet haben: Dem Geopferten, der lediglich einen Lendenschurz trug und an den Boden gekettet war, habe man eine Waffe und einen Schild gegeben und er musste dann bis zu seinem Tod gegen einen gepanzerten Jaguarkrieger kämpfen. In der alten Totonaken-Stätte El Tajín sollen ebenfalls Spiele veranstaltet worden sein, bei denen der Führer des Verliererteams geköpft wurde.
Die Maya haben vor Kriegen, bei Dürren und bei Hungersnöten Menschenopfer dargebracht. Auch diese Opfer sind durch entsprechende Skelettfunde in sog. Cenotes (Opferbrunnen) und in Überlieferungen belegt. Nach indianischen Legenden sollen bei der Weihe eines Tempels der Maya mehrere Tausend Menschen zu einem „Ball“ verknotet und die Tempeltreppe hinabgestoßen worden sein.

### Südamerika
In Südamerika, insbesondere im ehemaligen Herrschaftsbereich der Inka, werden immer wieder zusammengeschnürte Bündel mit menschlichen Überresten (oft sind es Kinder) in Höhlen und in Gletscherregionen gefunden, die man als Menschenopfer deuten kann. Als eines der besterhaltenen Menschenopfer gilt die „Juanita“ genannte Mumie eines Mädchens, die in der Nähe von Arequipa, Peru gefunden wurde. Menschenopfer sind auch für die Kultur der Moche nachgewiesen.

### Nordamerika
Die Skidi-Pawnee opferten ab und zu ein Mädchen aus einem anderen Stamm, um die Fruchtbarkeit ihrer Felder zu sichern.
In Cahokia, dem Hauptzentrum der Mississippi-Kultur, wurden in einem Grabhügel rund 280 Leichen gefunden, die wahrscheinlich zum selben Zeitpunkt starben, also vermutlich geopfert wurden.

## Ozeanien
In weiten Bereichen des pazifischen Raumes (Melanesien, Mikronesien und Polynesien) waren Menschenopfer früher weit verbreitet.

### Polynesien
Für Hawaii sind Menschenopfer sicher belegt. Die Opfer wurden meist in Zeremonialstätten (Marae) getötet, wo man ihr Fleisch auf Altären verwesen ließ. Teilweise wurden die Opfer schon vorher außerhalb des Tempels getötet. Vor der Tötung wurden ihnen die Augen herausgerissen und eventuell der Penis abgeschnitten.

## Antikes Judentum
Im Tanach wurden Menschenopfer im Unterschied zu den umgebenden altorientalischen Religionen schon in früher Zeit verboten. Die Opferung von Jephthas Tochter wird in Richter 11 berichtet. Die Opferung der Erstgeburt musste durch ein Tieropfer ausgelöst werden. Dies steht hinter der ursprünglich selbständigen Erzählung von der Beinahe-Opferung Isaaks (Gen 22). Religionsgeschichtlich gesehen hat die Jüdische Religion damit das Menschenopfer abgeschafft und durch ein pars-pro-toto-Opfer, die Beschneidung, ersetzt. Dies war Ergebnis einer längeren theologischen Auseinandersetzung mit älteren kanaanäischen und frühisraelitischen Menschenopferkulten.

### Bau- oder Fundamentopfer
Als Ausdruck des Baal-Kultes opferte nach dem Bericht des 1. Buchs der Könige ein Hiel aus Bethel seine eigenen Söhne: 1 Kön 16,34 : ...um den Preis seines Erstgeborenen Abiram legte er die Fundamente, und um den Preis seines jüngsten Sohnes Segub setzte er die Tore ein. Das Opfer der eigenen Söhne, das Hiel als Preis für den Wiederaufbau der kanaanäischen Stadt Jericho zahlte, sollte vermutlich die Götter zufriedenstellen, die dort zuvor wohnten. Möglich ist auch, dass er damit diesen profanen Ort zum sakralen Kultplatz machte. Denn Bethel war ein altes nordisraelisches, wohl zuvor kanaanäisches Heiligtum: Der Name bedeutet Haus Els, und dieser theophore Name bezeichnete im ugaritischen Pantheon den höchsten Gott.
Jerichos Wiederaufbau galt als Rückkehr zu kanaanäischen Verhältnissen und war daher im Buch Josua mit einem strengen Fluch JHWHs belegt (Jos 6,26 ). Das Opfer der Söhne Hiels wurde also nicht als Gottes ureigener Wille, sondern vielmehr als gerechte Strafe für die Übertretung seines Verbots gedeutet. Hiels Tat erscheint im Kontext als kaum zu überbietende Steigerung des Götzendienstes, denn sie folgt auf die summarische Kritik an der synkretistischen Religionspolitik des Königs Ahab und geht der Geschichte Elijas voraus, der die Vermischung des Glaubens an JHWH mit dem Kult des kanaanäischen Fruchtbarkeitsgottes Baal radikal bekämpfte (1 Kön 17ff ).

### Erstgeburtsopfer
Im Unterschied zu den umliegenden Völkern wurde in Israel keine Menschenopfer gebracht. Zwar erhebt Gott in der Tora mehrfach (Ex 13,2.12f; 22,28f; 34,19f; Num 3,1ff; 18,15; Dtn 15,19) die Erstgeburt, doch die Gebote machen unmissverständlich klar, dass die ersten Söhne im Unterschied zu den Tieren nicht geopfert werden durften, sondern unbedingt durch ein Tieropfer ersetzt (ausgelöst) werden mussten. Die Erstgeborenen müssen durch Pidjon ha-Ben („Auslösung des Sohnes“) gegenüber einem Nachkommen eines Priesters (Kohen) ausgelöst werden. Wer dennoch Menschen opferte, wurde mit der Todesstrafe bedroht (Lev 20,2; Dtn 18,10 u. a.). Wenn Könige wie Ahas (2 Kön 16,3) und Manasse (2 Kön 21,6) weiterhin den alten Kulten folgten, verstießen sie gegen dieses Gebot und zogen den Zorn JHWHs, der durch die Propheten mitgeteilt wurde, auf sich. Menschenopfer galten ihnen als typisches Zeichen der Verehrung fremder Götter wie Moloch und Baal:
Jer 3,24 : Doch der Baal fraß seit unserer Jugend alles, was unsere Väter erwarben, ihre Schafe und Rinder, ihre Söhne und Töchter.
Ps 106,37ff : Sie brachten ihre Söhne und Töchter dar als Opfer für die Dämonen. Sie vergossen schuldloses Blut, das Blut ihrer Söhne und Töchter, die sie den Götzen Kanaans opferten.
Der biblischen Geschichtsüberlieferung zufolge war das Opfer der ersten Söhne in Israels Umwelt üblich:
2 Kön 3,27 : Da nahm er [der König der Moabiter ] seinen erstgeborenen Sohn, der nach ihm König werden sollte, und brachte ihn auf der Mauer als Brandopfer dar.
2 Sam 21,9 : Er lieferte sie den Gibeonitern aus, die sie auf dem Berg vor dem Angesicht des Herrn hinrichteten.
Dass diese Bräuche auch Einzelstämme der Israeliten in vorstaatlicher Zeit beeinflussten, zeigt die folgende Geschichte:
Ri 11,30 : Jeftah legte dem Herrn ein Gelübde ab und sagte: Gibst du die Ammoniter in meine Hand, so soll das, was mir aus meiner Haustür entgegengeht, wenn ich von den Ammonitern heil zurückkomme, JHWH gehören, und ich will es als Brandopfer darbringen.
Nach dem Sieg sei ihm seine Tochter, das einzige Kind, entgegengekommen, so dass er sie nach zwei Monaten von ihr erbetener Schonfrist geopfert habe. Deshalb zögen die „Töchter Israels“ jährlich für vier Tage in die Berge, um Jeftahs Tochter zu beklagen.
Jeremia bekämpfte die Opferung der Erstgeburt, die manche Jerusalemer offenbar von den zuvor dort lebenden Kanaanäern übernommen hatten, als Götzendienst und schweren Verstoß gegen Gottes Gebote:
Jer 7,31 : Auch haben sie die Kulthöhe des Tofet im Tal Ben-Hinnom gebaut, um ihre Söhne und Töchter im Feuer zu verbrennen, was ich nie befohlen habe und was mir niemals in den Sinn gekommen ist.
Anders als das 1. Königsbuch nennt der Prophet Baal, nicht Moloch als den solche Opfer fordernden Gott (Jer 19,5; 32,35), Ez 16,20 dagegen spricht allgemein von den Götzen. Deshalb ist ungewiss, welchem Gott solche Opfer gebracht wurden und ob dies zu Jeremias Zeit noch praktiziert wurde (vgl. Jes 57,5).

## Christentum

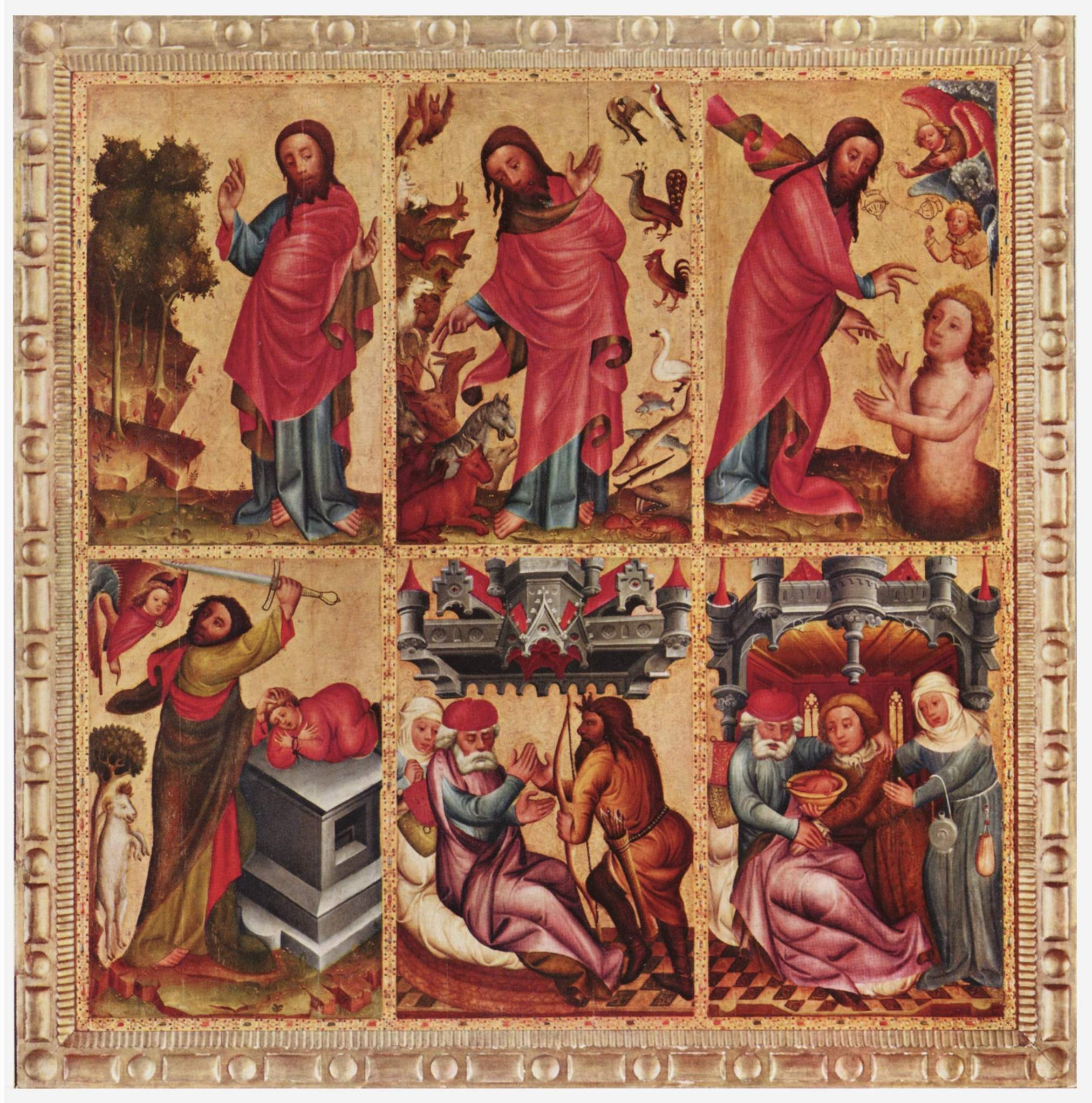
Opferung Isaacs

Die Kreuzigung Jesu Christi wird im Neuen Testament vielfältig gedeutet. Juridische, aus der kultkritischen Prophetie Israels stammende Sprache steht gleichwertig neben kultischer, an den israelitischen Tempelkult angelehnter Ausdrucksweise. Einige Beispiele:
- Eine Deutung vom Tod Jesu in der Tradition des Menschenopfers beinhaltet

Mk 10,45 : Denn auch der Menschensohn ist nicht gekommen, um sich dienen zu lassen, sondern um zu dienen und sein Leben hinzugeben als Lösegeld für viele.
- Frühe Credoformeln in den Paulusbriefen und mündliche Rede Jesu in den Evangelien sprechen von der Dahingabe Jesu durch Gott, die er freiwillig übernommen habe.
- Johanneische Theologie bezeichnet Jesus als das Passahlamm, dessen Blut alle Menschen aus dem Endgericht gerettet habe.
- Der Hebräerbrief bezeichnet Jesus als den Hohepriester, der nach dem Vorbild Melchisedeks heilig und untadelig sei, so dass sein Selbstopfer die Welt habe ein für alle Mal erlösen können.

Christen glauben im Anschluss an das Neue Testament, dass das Selbstopfer des Sohnes Gottes alle Menschen- und Tieropfer für Gott überflüssig gemacht hat. Die christliche Theologie hat seit der Satisfaktionslehre Anselm von Canterburys versucht, die neutestamentliche Vielfalt in ein gemeinsames System zu bringen. In der modernen Theologie werden Vorstellungen einer Sühne, die Gott zur Befriedigung seines Zorns benötige, jedoch meist abgelehnt.
Der reformierte Theologe Karl Barth hat den Sühnebegriff durch den Begriff der Versöhnung ersetzt. Jesu stellvertretende Schuldübernahme wird als tiefste Begründung der Menschenrechte und Beginn der endzeitlichen Befreiung vom Nichtigen (Barths Begriff für Sünde) gedeutet. Die Allversöhnung wird als Möglichkeit in Betracht gezogen.

## Neuzeit und Gegenwart

### Berichte über Menschenopfer
Menschenopfer werden offiziell in keinem Land mehr toleriert; sie werden vielmehr als Mord geahndet. Es bleiben schwer nachprüfbare Berichte und Erzählungen über vereinzelte Menschenopferungen bei einigen meist traditionellen Religionsgemeinschaften:
- bei den Muti-Tötungen in Afrika,
- von Menschen mit Albinismus in Tansania,[29]
- von Kindern (z. B. als Bauopfer) in Uganda[30]
- bei den Aymara-Indianern im Bergland Perus
- einigen indischen Anhängern des (vom tantrischen Buddhismus zu unterscheidenden) Tantrismus. Meist werden aber Tieropfer oder symbolische Opfer in effigie dargebracht.
- Sati (Witwenverbrennung) in Indien.

### Ersatzhandlungen

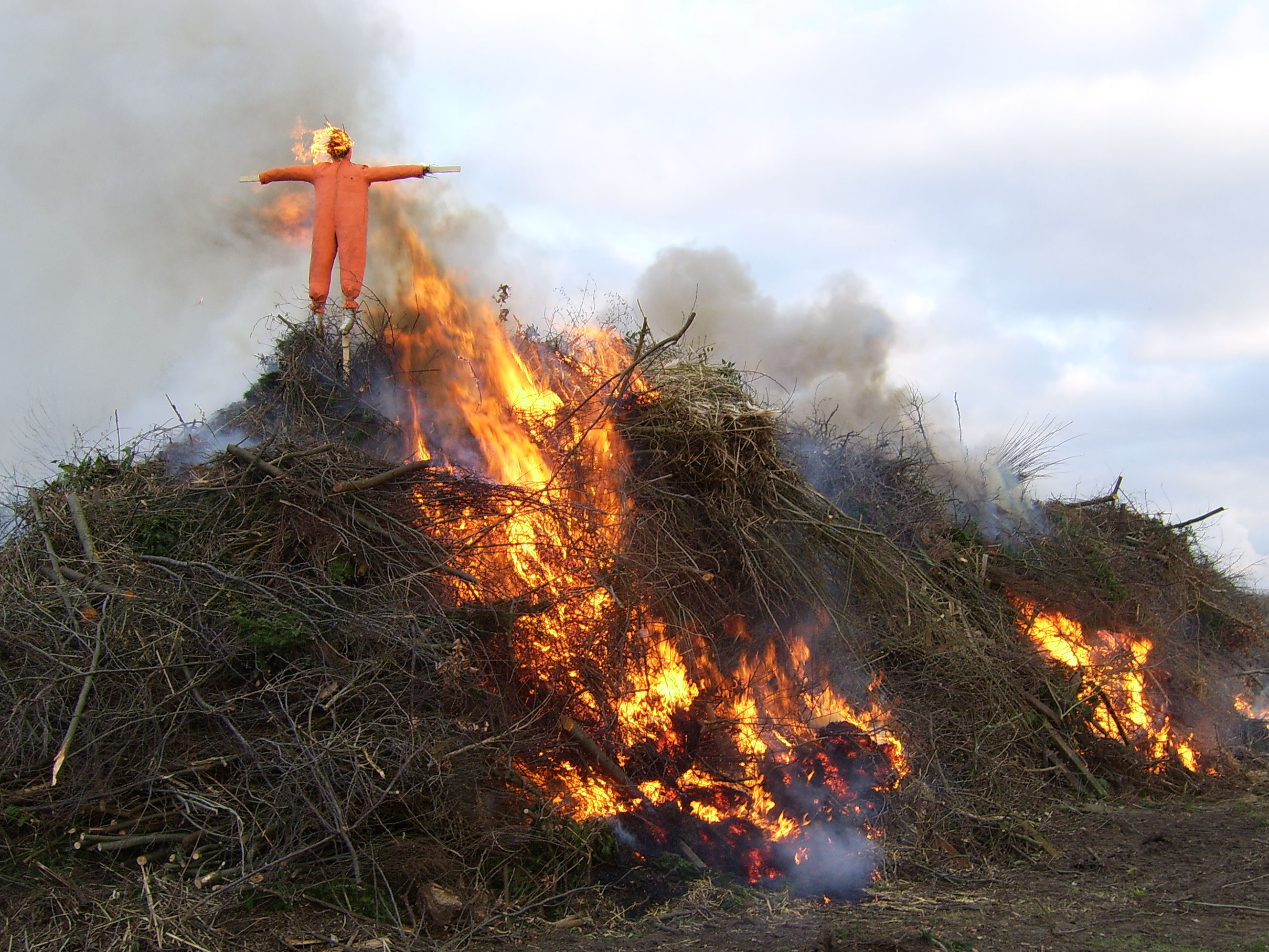
Judasverbrennen im Osterfeuer mit menschengroßer Strohpuppe

In den westlichen Kulturen gibt es keine religiösen Menschenopfer mehr. Heutige Okkultisten halten Menschenopfer nicht für erforderlich oder praktizieren sie allenfalls symbolisch. Diese Umgehung des Menschenopfergebots ist Teil der Humanisierung in vielen Religionen. Ihre Riten lassen sich als Ersatzhandlungen für einstigen Kannibalismus oder Opfer der Erstgeburt deuten und werden bis heute praktiziert:
- Tieropfer
- In-effigie-Hinrichtung
- Judasverbrennen (spanisch Quema de Judas)
- Pars-pro-toto-Opfer (zum Beispiel Beschneidung)
- Puppenverbrennung (Mittsommer, alemannische Fastnacht, Nubbelverbrennung, Sechseläuten, Burning Man, St.-Hans-Fest)
- Stieropfer (als Ersatz für den Königsmord im alten Orient)
- Votivopfer (primär geköpfte Keramiken)

## Einzelbelege
1. ↑  Donald G. Kyle: Spectacles of Death in Ancient Rome. Routledge, London 1998, S. 36.
2. ↑  Ina Wunn: Die Religionen in vorgeschichtlicher Zeit. Kohlhammer, Stuttgart 2005, ISBN 3-17-016726-X. S. 87, 162.
3. ↑  Christian Türcke: Philosophie des Traums. C. H. Beck Verlag, München 2008, ISBN 978-3-406-57637-9.
4. ↑  Wunn: S. 325, 326, 328f.
5. ↑  damals.de
6. ↑  J. H. Schwartz, F. Houghton, R. Macchiarelli, L. Bondioli, Skeletal Remains from Punic Carthage Do Not Support Systematic Sacrifice of Infants. In: PLOS ONE 5, Nr. 2, 2010, S. e9177. doi:10.1371/journal.pone.0009177.
7. ↑  Robert L. Thorp: China in the Early Bronze Age: Shang Civilization (Encounters with Asia), University of Pennsylvania Press, 2005, ISBN 0-8122-3910-5.
8. ↑  Shang-Dynastie: Menschenopfer auf Vorrat auf spektrum.de (abgerufen am 11. Januar 2024)
9. ↑  D. Wengrow: The Archaeology of Early Egypt. Cambridge 2006, S. 246–47, ISBN 0-521-54374-6.
10. ↑  Thomas Kühn: Die Königsgräber der 1. & 2. Dynastie in Abydos. In: Kemet. Heft 1, 2008.
11. ↑  Albrecht Weber: Ueber Menschenopfer bei den Indern der vedischen Zeit. In: Zeitschrift der Deutschen Morgenländischen Gesellschaft, Band 18, Nr. 1/2, 1864, S. 262–287
12. ↑  Jan Gonda: Notes on Púrisa. In: Annals of the Bhandarkar Oriental Research Institute, Band 68, Nr. 1/4, 1987, S. 1–14, hier S. 1
13. ↑   Dieter Schlingloff: Menschenopfer in Kauśāmbī. In: Indo-Iranian Journal, Band 11, Nr. 3, 1968–69, S. 175–189, hier S. 175–178
14. ↑  Rudolf Fischer: Die schwarzen Pharaonen, Bergisch Gladbach 1986, S. 23–24, ISBN 3-88199-303-7.
15. ↑  Rudolf Fischer: Die schwarzen Pharaonen. Bergisch Gladbach 1986, S. 235, ISBN 3-88199-303-7.
16. ↑  Menschenopfer in Europas ältestem Sonnenobservatorium FAZ vom 8. August 2003.
17. ↑  Rodney Castleden: The Stonehenge people: an exploration of life in neolithic Britain, 4700 – 2000 B.C. 1987 S. 204, 235 f.
18. ↑  Porphyrios, De abstinentia 2.53, nach Dennis D. Hughes, Human Sacrifice in Ancient Greece, Routledge, London – New York 1991, S. 123.
19. 1 2  Michael Grant, John Harel;  Lexikon der antiken Mythen und Gestalten, C. H. Beck, Nördlingen 1973, ISBN 3-423-03181-6.
20. ↑  Andreas Feldtkeller: Im Reich der Syrischen Göttin. Eine religiös plurale Kultur als Umwelt des frühen Christentums. Gütersloher Verlagshaus, Gütersloh 1994, S. 189, 245.
21. ↑  Günter Behm-Blancke: Kult und Ideologie. In: B. Krüger: Die Germanen. Band 1. Akademie Verlag, Berlin 1983. S. 363ff. Rudolf Simek: Religion und Mythologie der Germanen. S. 42 ff.
22. ↑  Der Spiegel 22/26. Mai 2003: Totenkult am Feuerberg. Warum haben die Azteken Menschen gehäutet und Kinder geopfert?
23. ↑  Bernal Díaz del Castillo: Wahrhafte Geschichte der Eroberung von Mexiko. 1988, S. 261.
24. ↑  Amerikas mysteriöse Megacity Teil 2. Der Spiegel, 6. Mai 2008
25. ↑  Ina Wunn: Naturreligionen, in Peter Antes (Hrsg.): Daran glauben wir – Vielfalt der Religionen. Vollständig überarbeitete Neuauflage, Lutherisches Verlagshaus, Hannover 2012, ISBN 978-3-7859-1087-0. S. 281.
26. ↑  Werner H. Schmidt: Alttestamentlicher Glaube in seiner Geschichte. Neukirchen-Vluyn 1982, S. 136
27. ↑  Gunnar Heinsohn: Die Erschaffung der Götter. Das Opfer als Ursprung der Religion. Rowohlt, Hamburg 1997, S. 150f.
28. ↑  Wolfgang Palaver: René Girards mimetische Theorie im Kontext kulturtheoretischer und gesellschaftspolitischer Fragen. In: Beiträge zur mimetischen Theorie. 3. Auflage. Band 6. Lit-Verlag, Wien / Berlin / Münster 2008, ISBN 978-3-8258-3451-7, S. 230 (eingeschränkte Vorschau in der Google-Buchsuche [abgerufen am 8. August 2011]).
29. ↑  Süddeutsche Zeitung (Memento vom 12. April 2009 im Internet Archive)
30. ↑  ARD: "Die Story": Wenn Wunderheiler Kinder opfern, https://programm.ard.de/TV/tagesschau24/Programmkalender/?sendung=287211434477754, abgerufen am 4. März 2021